# Inhorgenta Munich
Die Inhorgenta Munich (Eigenschreibung INHORGENTA MUNICH) ist eine Fachmesse für Uhren, Schmuck, Edelsteine, Perlen und Technologie. Sie findet seit 1973 oder 1974 in München, seit 1998 auf dem Gelände der in diesem Jahr eröffneten Neuen Messe München, statt. Die Messe richtet sich an Uhren- und Schmuckhersteller, Juweliere und Händler. Inhorgenta leitet sich von International, Horlogerie (Uhren), Argentum (Silber) und Aurum (Gold) ab.
An der 50. Austragung der Messe im Jahr 2024 nahmen 870 Aussteller aus 37 Ländern teil. Mit etwa 25.000 Besuchern aus 90 Ländern im Jahr 2024 ist sie eine der größten Uhren- und Schmuckmessen der Welt. Sie bildet den europäischen Schmuckmarkt in allen Angebotskategorien ab. Die Messe München International (MMI) stellt für die Inhorgenta inzwischen sechs Hallen auf 64.500 m² zur Verfügung.
Seit 2017 werden die Inhorgenta Awards in zehn Kategorien für herausragende Luxusuhren, Edelsteindesigns, Juweliere und Juwelen (3), Designer und Designs (3), sowie Einzelhandelskonzepte im Rahmen der Abschlussgala vergeben.

## Letzte Austragungen
Im Jahr 2021 fand die Messe wegen der Kontaktbeschränkungen infolge der Corona-Pandemie nicht statt, im Folgejahr wurde sie in den April verlegt, um bessere Ausgangsbedingungen für Besucher zu schaffen. Man sieht den Einbruch bei Ausstellern und Besuchern, der nur langsam wieder aufgeholt wird.

Die erste Inhorgenta fand laut Eigenangabe im Februar 1974 statt, sie gelangte in die Top 5 der Branchenplattformen für Fachbesucher weltweit. Nach zahlreichen anderen Quellen fand sie erstmalig 1973 statt, wo 732 Aussteller und 15'660 Besucher teilnahmen. Das 40-jährige Jubiläum wurde vom 22. bis 25. Februar 2013 gefeiert. Die erste Veranstaltung startete als Inhorgenta  "1. Internationale Fachmesse für Uhren, Schmuck, Edelsteine und Silberwaren" 1974, den Namen Inhorgenta prägte die damalige Pressesprecherin der Messe München, Gabriele Weishäupl.
| Jahr | Datum                      | Aussteller                 | Länder der Aussteller      | Fachbesucher               | Länder der Fachbesucher    |
| ---- | -------------------------- | -------------------------- | -------------------------- | -------------------------- | -------------------------- |
| 2024 | 16. - 19.2.                | 870                        | 37                         | rund 25'000                | 90                         |
| 2023 | 24. - 27.2.                | 802                        | 38                         | rund 24'000                | 90                         |
| 2022 | 8. - 11.4.                 | 732                        | 33                         | rund 16'000                | 81                         |
| 2021 | abgesagt (Corona-Pandemie) | abgesagt (Corona-Pandemie) | abgesagt (Corona-Pandemie) | abgesagt (Corona-Pandemie) | abgesagt (Corona-Pandemie) |
| 2020 | 14. - 17.2.                | 1055                       | 44                         | rund 26'000                | über 80                    |
| 2019 | 22. - 25.2.                | 1052                       | 41                         | rund 27'000                | 77                         |
| 2018 | 16. - 19.2.                | 1026                       | 42                         | über 27'000                | 70                         |